# Graham’s Magazine

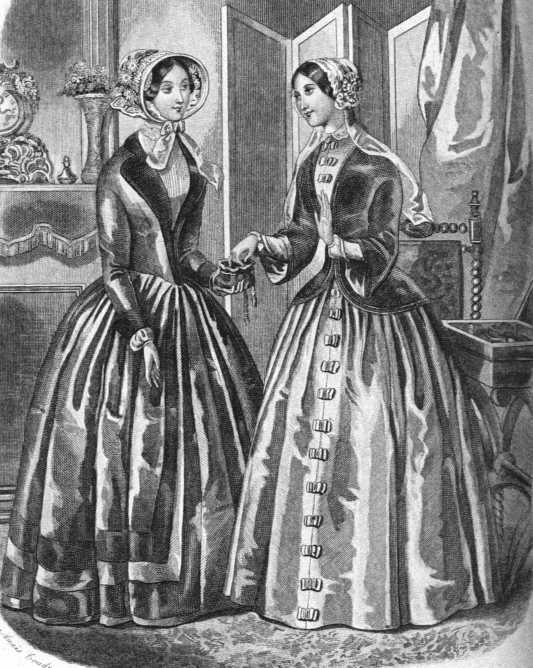
Литография в разделе мод журнала Graham’s Magazine 1849 года.

Graham’s Magazine — американское периодическое издание XIX века. Журнал был основан в Филадельфии Джорджем Рексом Грэмом, издавался с 1841 по 1858 год. Альтернативные названия Graham’s Lady’s and Gentleman’s Magazine (1841—1842, и июль 1843 — июнь 1844), Graham’s Magazine of Literature and Art (январь 1844 — июнь 1844), Graham’s American Monthly Magazine of Literature and Art (июль 1848 — Июнь 1856 г.) и Graham’s Illustrated Magazine of Literature, Romance, Art, and Fashion (июль 1856—1858 гг.).
Журнал был основан после слияния Burton’s Gentleman’s Magazine Джона Бертона и Atkinson’s Casket в 1840 году. Graham’s Magazine публиковал короткие рассказы, критические обзоры и музыку, а также информацию о моде — Грэм хотел, чтобы его журнал охватил всю аудиторию, как мужчин, так и женщин. Он предложил высокую оплату в 5 долларов за страницу, успешно привлекая некоторых из самых известных авторов того времени. Журнал также стал известен своими гравюрами и литографиями. Graham’s, возможно, был первым журналом в Соединённых Штатах, который защищал авторские права на каждый номер.
Эдгар Аллан По стал редактором журнала Graham’s в феврале 1841 года и вскоре опубликовал резкие критические обзоры, принёсшие ему известность. Именно в Graham’s По впервые опубликовал рассказ «Убийство на улице Морг», широко признаваемый первой детективной историей. После того, как По покинул редакцию журнала, его преемником стал Руфус Уилмот Гризвольт, человек, ненавидевший По. При нём Graham’s начал отказывать По в публикациях и в результате упустил возможность опубликовать ставшую сенсацией поэму «Ворон». Грэм некоторое время не занимался журналом в 1848 году, а в 1858 году Graham’s Magazine был закрыт.

## История

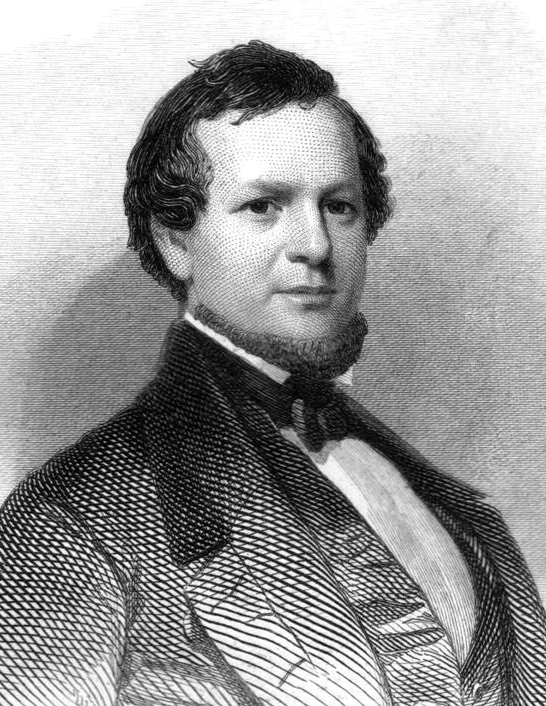
Джордж Рекс Грэм, основатель и редактор Graham’s Magazine

В декабре 1840 года Грэм приобрёл Burton’s Gentleman’s Magazine за 3500 долларов, заплатив по доллару за каждого из его 3500 подписчиков и объединил его с другим недавно приобретённым журналом Atkinson’s Casket, у которого было только 1500 подписчиков. Casket (букв. «Ларец») с подзаголовком «Flowers of Literature, Wit, and Sentiment» («Цветы литературы, ума и настроений») выходил с 1826 года и, несмотря на небольшую базу подписчиков, в финансовом отношении процветал.
Грэм хотел, чтобы его новый журнал был популярен как у мужчин, так и у женщин, чтобы в нём были обзоры мод, фотографии, музыка, рассказы и критические обзоры. Он также надеялся достучаться как до большинства, так и до аудитории с более утончёнными вкусами. Грэм сам не был писателем, за исключением написания раздела в конце каждого номера, под названием «Graham’s Small Talk» («Небольшое слово Грэма»), и поэтому сильно зависел от авторов. По этой причине Грэм приложил все усилия, чтобы его детище снискало среди авторов репутацию хорошо журнала с высокими гонорарами; введённый им стандарт — 5 долларов за страницу — стал известен как «страница Грэма». Другие журналы в то время платили стандартную ставку в 1 доллар за страницу. Попытка Грэма привлечь лучших авторов работала: в журнале стали публиковаться Уильям Каллен Брайант, Натаниэль Хоторн, Джеймс Рассел Лоуэлл, Кристофер Пирс Кранч, Фитц-Грин Халлек, Джордж Д. Прентис, Алиса Кэри, Горас Бинни Уоллес и Фиби Кэри. Однако не всем авторам платили. Уведомление в майском выпуске 1841 года гласило:

«Писатели, которые отправляют статьи в этот Журнал для публикации, должны чётко указывать во время их отправки, ожидают ли они выплаты. Мы не можем позволить компенсацию, кроме как по специальному контракту до публикации. Это правило в дальнейшем будет строго соблюдаться».
Оригинальный текст (англ.)«Writers who send articles to this Magazine for publication, must state distinctly at the time of sending them, whether they expect pay. We cannot allow compensation unless by special contract before publication. This rule will hereafter be rigidly enforced.»

Джеймс Фенимор Купер, как сообщается, был самым высокооплачиваемым автором Грэма, получив 1600 долларов за сериал «Острова залива, или Роза-Бадд», позже изданный как «Джек Тир, или Флоридские рифы». Купер получил ещё 1000 долларов за серию биографий о выдающихся военно-морских командирах. В какой-то момент в рекламе Graham’s утверждалось, что журнал имеет самый выдающийся перечень авторов, из когда-либо достигнутых любым американским изданием. Грэм хвастался, что многие выпуски его журнала стоят 1500 долларов только за «авторство».
Graham’s, возможно, был первым журналом в Америке, который защищал авторские права на каждый номер. К марту 1842 года тираж журнала достиг 40 000 экземпляров, колоссальной по тем временам цифры. Этот бум был отражением меняющегося рынка среди американской аудитории. Джон Сартейн полагал, что его успех был обусловлен привлекательностью гравюр, которые он предоставил для каждого номера. The Sunday Evening Post сообщила, что августовский номер Грэма за 1841 год стоил 1300 долларов за эти «украшения». Почта сообщила 30 апреля 1842 года: «Сомнительно, чтобы гравюры одинаковой красоты украшали американские работы». Типичные гравюры Грэма включали в себя мосты, счастливых горничных и сцены, посвящённые мирной семейной жизни и пропаганде брака. В состав редакции вошли «две женщины-редактора», Энн С. Стивенс и Эмма Кэтрин Эмбери .

### Эдгар По как редактор
Грэм нанял Эдгара Аллана По в качестве критика и редактора в феврале 1841 года с годовой зарплатой в 800 долларов. По приостановил свои планы начать свой собственный журнал, The Penn, чтобы работать на Грэма, который обещал помочь субсидировать предпринимательскую деятельность По в течение года, хотя так и не выполнил обещание. По был недоволен содержанием Graham’s ; особенно ему не нравились «презренные картинки, модные тарелки (литографии с картинками мод), музыка и любовные рассказы», которыми был известен журнал. Грэм, однако, знал о статусе По как автора и критика и понимал, что его участие увеличит популярность журнала. Он представил своего нового редактора на страницах журнала: «Мистер ПО слишком хорошо известен в литературном мире, чтобы напрашиваться на похвалы».
У По в редакции был помощник, который вёл переписку с авторами, предоставляя ему достаточно свободного времени для написания собственных рассказов. По также имел хорошие отношения с Грэмом и использовал редакторский контроль, который ему предоставили. Журнал первым опубликовал рассказы По «Убийство на улице Морг», «Низвержение в Мальстрём», «Остров феи», «Маска Красной смерти» и другие. Кроме того, По опубликовал рецензии на книгу Чарльза Диккенса «Лавка древностей», «Истории, рассказанные дважды» Натаниэля Хоторна, на работы Генри Уодсворта Лонгфелло, Вашингтона Ирвинга и многих других. Работая в журнале, По укрепил свою репутацию жёсткого литературного критика, заставив Джеймса Рассела Лоуэлла предположить, что По иногда ошибочно принимал «свой пузырёк синильной кислоты за чернильницу». Вместе с Graham’s По опубликовал серию материалов «Литераты Нью-Йорка», в которой якобы анализируются подписи известных личностей на нью-йоркской сцене, но в которой По в свойственной ему манере расправляется с ними. The Philadelphia Inquirer в октябре 1841 года назвал статью По «самой необычной и в то же время самой интересной» в журнале.
По оставил работу на Грэма в апреле 1842 года, но всё же время от времени продолжал публиковаться у него. В 1847 году он добровольно урезал обычную оплату до 4 долларов за страницу, чтобы покрыть долг перед Грэмом.
Хотя По первоначально называл свою зарплату в журнале «либеральной», позже он сетовал на свою «жалкую» зарплату в размере 800 долларов в год по сравнению с предполагаемой прибылью Грэма в 25 тысяч долларов. История, возможно апокрифическая, гласит, что однажды в апреле 1842 года По вернулся в офис после непродолжительной болезни, и обнаружил Чарльза Петерсона, другого редактора, сидящего за его столом и выполняющего его обязанности. Расстроенный По импульсивно тут же подал в отставку. К этому времени, однако, он уже оказал значительное влияние на Graham’s. . Через год после отъезда По, редактор из Филадельфии Джордж Липпард сказал: «Именно мистер По сделал журнал Graham’s Magazine таким, каким он был год назад; именно его интеллект придал этому теперь слабому и хрупкому изданию налёт утончённости и умственной силы».

### После По
Руфус Уилмот Гризвольд, известный критик и антолог, а также главный ненавистник По, занялся редактированием Graham’s после ухода По из редакции в апреле 1842 года. Эта замена оказалась настолько быстрой и внезапной, что пересуды о ней продолжались в течение многих лет. По ходившим тогда слухам, однажды По пошёл на работу и увидел Гризвольда, сидящего на его стуле. Хотя эта история и не соответствует действительности, наём Грисуолда и увольнение По были действительно спорными шагами. Как сообщал в вашингтонской Index Джесси Э. Доу: «Мы бы дали больше за ноготь Эдгара А. По, чем за душу Рюфеля Гриззла. Примите наши сожаления.» Сообщалось, что Гризвольду платили 1000 долларов в год, что на 200 долларов больше, чем получал По. Как редактор, Гризвольд имел некоторый успех, включая заключение эксклюзивного контракта с Генри Уодсвортом Лонгфелло. Лонгфелло заплатили около 50 долларов за каждое напечатанное стихотворение. Graham’s был также первым изданием, кто опубликовал пьесу Лонгфелло «Испанский студент» в 1842 году; за что писатель получил 150 долларов.
Однако уже к сентябрю 1842 года Грэм разочаровался в Гризвольда и предложил По вернуться, на что тот ответил отказом. В конце 1844 года По предложил Грэму первую публикацию поэмы «Ворон», на этот раз отказался Грэм. По некоторым данным, Грэм, возможно, передал По 15 долларов в качестве дружеской благотворительности, но сама поэма ему не понравилась. Вскоре Грэм смог оказать По другую услугу, опубликовав эссе " Философия композиции ", в котором По рассказывает о своей работе над ставшей знаменитой поэмой и излагает свою теорию написания хорошей литературы. Джозеф Рипли Чендлер и Баярд Тейлор также работали непродолжительное время в качестве помощников редактора журнала в 1848 году а Эдвин Перси Уиппл некоторое время был его главным литературным критиком.

### Кризис и закрытие журнала

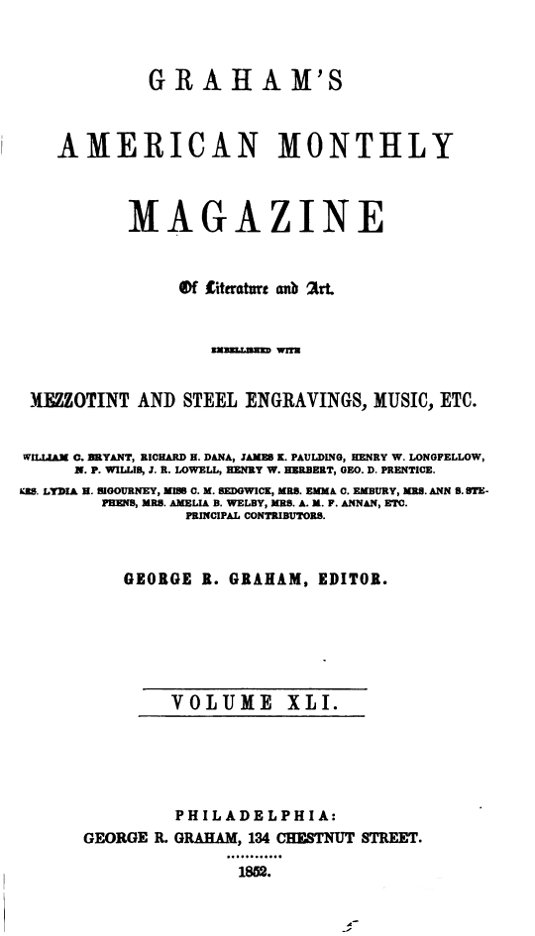
Титульный листGraham’s Magazine, июнь 1852 года

В 1848 году, после некоторых финансовых трудностей, вызванных плохими инвестициями в медь, Грэм продал журнал Сэмюэлю Дьюи Паттерсону, сохранив за собой должность редактора. Сартейн, чьи гравюры стали важной частью стиля Graham’s, в 1849 году оставил редакцию, что основать собственный журнал Sartain’s Union Magazine . Доброжелатели Грэма, проникнувшись сочувствием к его затруднениям, помогли ему вернуть часть своего состояния, и в 1850 году Грэм выкупил журнал обратно. Однако конкуренция с Harper’s Magazine, начавшаяся в том же году, привела к значительному снижению числа подписчиков, другой проблемой стало отсутствие международного авторского права. В итоге журнал оказался в руках Чарльза Годфри Лиланда, а Грэм в 1853 или 1854 году вышел из предприятия. В 1858 году Graham’s Magazine прекратил существование.